# یونگ پال
یونگ پال (کره‌ای: 용팔이; لاتین‌نویسی اصلاح‌شده: Yongpal-i) یک مجموعهٔ تلویزیونی کره جنوبی سال ۲۰۱۵ با بازی جو وون، کیم ته-هی و چه جونگ آن است. این مجموعه از ۵ اوت تا ۱ اکتبر ۲۰۱۵، چهارشنبه و پنجشنبه‌ها ساعت ۲۱:۵۵ (کی‌اس‌تی) از اس‌بی‌اس برای ۱۸ قسمت پخش شد. این درام در اصل ۱۶ قسمت بود اما به دلیل استقبال بینندگان و محبوبیت بالای این درام، دو قسمت دیگر به آن اضافه شد.

## بازیگران

### اصلی
- جو وون در نقش کیم ته-هیون[۸]
- کیم ته-هی در نقش هان یو-جین[۹]
- چه جونگ آن در نقش لی چه-یونگ